# Neoplan N4016
De Neoplan N4016 is een lagevloer stadsbus, die van 1988 tot 1993 werd geproduceerd door Neoplan-Auwärter, waarna de op diverse punten verbeterde opvolger N4014 in productie was tot 1999.

## Beschrijving
Aanvankelijk werden de bussen gebouwd in Stuttgart in Duitsland, maar later werden zij ook gebouwd in Polen. De bus is de grotere versie van de Neoplan N4009 midibus, de kleinere versie van de Neoplan N4020 en Neoplan N4021 en de opvolger van de Neoplan N416 VÖV-Standard Linienbus.
De bussen zijn ongeveer 12 meter lang en 2,5 meter breed. De tot 1995 gebouwde exemplaren werden aangedreven door een DAF-motor, terwijl de bussen die aan de HTM geleverd zijn werden uitgerust met een luchtgekoelde Deutz-motor. In 1996 kreeg de N4016 een makeover met een moderner uiterlijk. Sindsdien kregen de bussen een krachtiger MAN-motor.
De bussen hadden in het begin nogal veel mankementen, die later werden verholpen. Zo kregen zij vaak kapotte ruiten, oververhitte motoren en koelingsproblemen.

## Inzet

### Duitsland
Verreweg de meeste exemplaren van de N4016 zijn geleverd aan een groot aantal vervoerbedrijven in Duitsland.

### Nederland
In Nederland werden 3 bussen tussen 1989 en 1990 door HTM op proef in dienst gesteld, tussen 1990 en 1991 gevolgd door nog 70. De eerste serie (704-761) kregen te maken met veel mankementen. Daarom werd de tweede serie (762-773) geleverd met veel reserveonderdelen. Door een tekort daaraan bij de eerste serie had men namelijk enkele bussen als 'plukbus' moeten gebruiken. Mede vanwege de mankementen bracht HTM enkele aanpassingen aan, zoals een roetfilter en een extra kap voor ventilatie. Tussen 1998 en 2001 werd een groot deel van de serie buiten dienst gesteld en afgevoerd. Deze bussen werden toen vervangen door Den Oudsten Alliance-bussen. De laatste exemplaren werden in 2005 opgevolgd door de Berkhof Diplomat. Een enkeling werd geëxporteerd. Een bus (nummer 740) kwam tijdelijk in Nijmegen in dienst bij Novio. Deze bus werd echter snel weer uit dienst gehaald en afgevoerd. Bus 763 was de voormalige promotiebus en bus 773 is terechtgekomen bij het Haags Bus Museum.

### Verenigd Koninkrijk
In het Verenigd Koninkrijk werden 12 bussen gekocht, aanvankelijk (in 1994) door Merseyside PTE voor Merseytravel SMART services in Liverpool. Zij werden gebruikt door MTL. Deze bussen hadden voor diensten op het platteland maar 1 deur. Later werden ze verkocht aan MTL voor gebruik op andere lijndiensten, vooral voor lijnen tussen Liverpool en Croxteth Park. MTL's opvolger Arriva North West and Wales bleef met de bussen rijden t/m 2008, ook tussen Liverpool en Croxteth Park (lijn 18A), toen ze werden vervangen door Wright Pulsarbussen.

### Europa
De in Athene gevestigde busvervoerder OAS kocht 93 Neoplan N4016s in 1994. Ze zijn ondertussen afgevoerd en vervangen.

### Inzetgebieden
| Land                | Bedrijf         | Serie                           | Aantal | Bouwjaar   | Inzet                 | Uit dienst | Opmerking                                                         |
| ------------------- | --------------- | ------------------------------- | ------ | ---------- | --------------------- | ---------- | ----------------------------------------------------------------- |
| België              | Modern Toerisme | 309752                          | 1      | 1994       | Vlaams Brabant        |            | Tweedehands bus Droeg eerst nummer 300452                         |
| Nederland           | HTM             | 701-703                         | 3      | 1989, 1990 | Den Haag              | 1990       | Afgevoerd Proefbussen                                             |
| Nederland           | HTM             | 704-773                         | 70     | 1990, 1991 | Den Haag              | 1998-2005  | Afgevoerd 763 was voormalige promotiebus 773 bij Haags Bus Museum |
| Nederland           | SVD             | HTM 724, 728, 738, 754, 757-758 | 6      | 1990, 1991 | Stadsdienst Dordrecht | 1998       | HTM bussen tussen mei en november 1998 tijdelijk in dienst.       |
| Griekenland         | ETHEL           | 300-390, 396-399                | 95     | 1994       | Athene                | 2009       | Afgevoerd                                                         |
| Verenigd Koninkrijk | Arriva          | 6402-6413                       | 12     | 1994       | Liverpool             | ??         | Voorheen MTL, daarvoor Merseyside PTE                             |

## Afbeeldingen

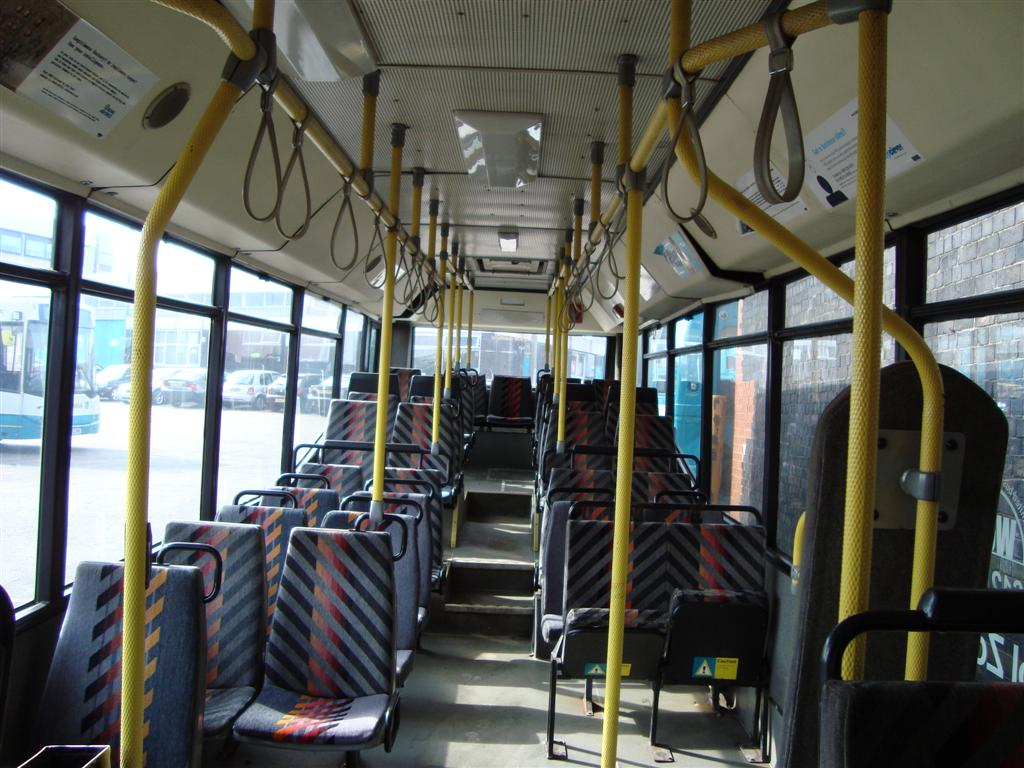
Interieur
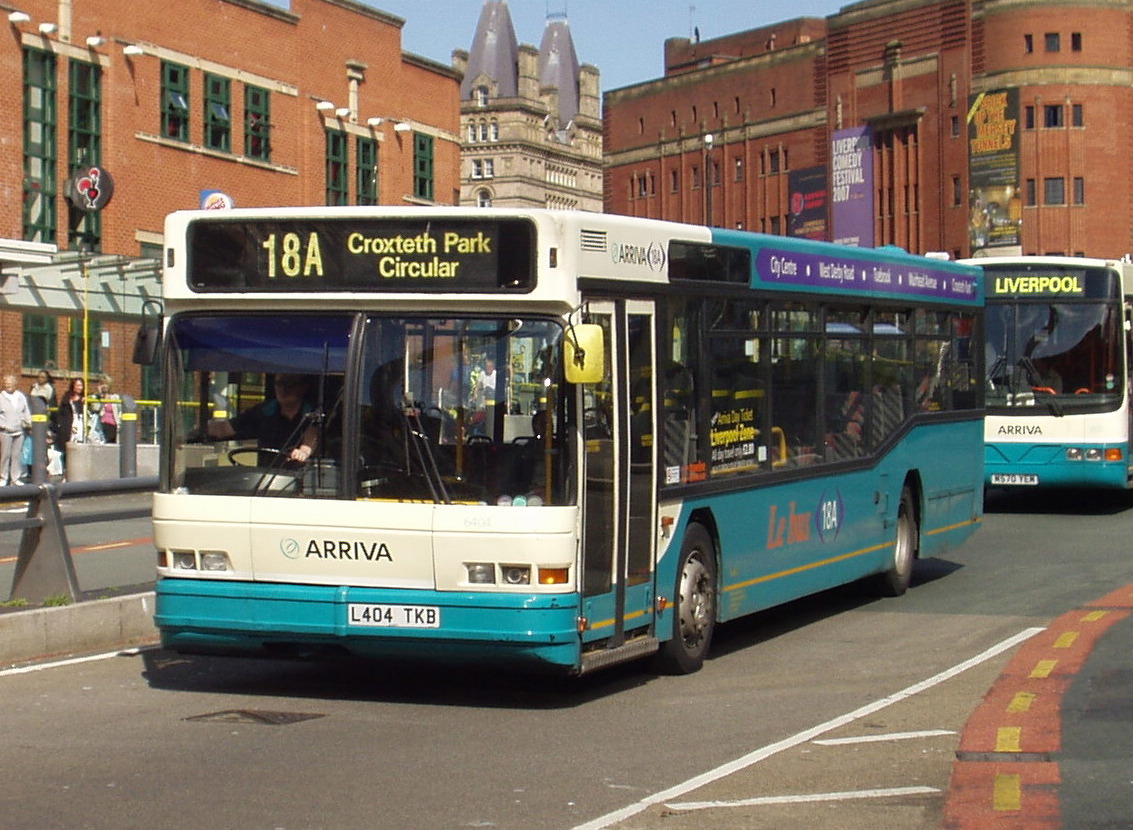
Neoplan N4016 in Verenigd Koninkrijk
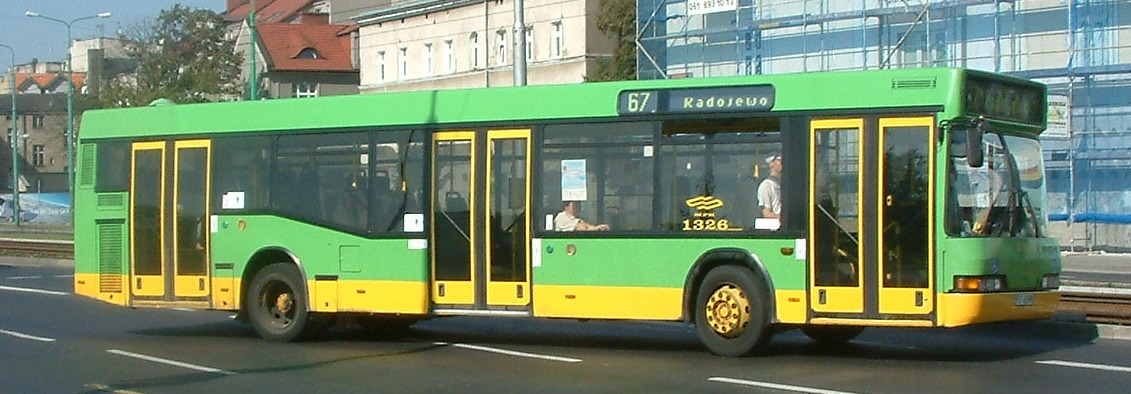
A Neoplan N4016 in Poznań
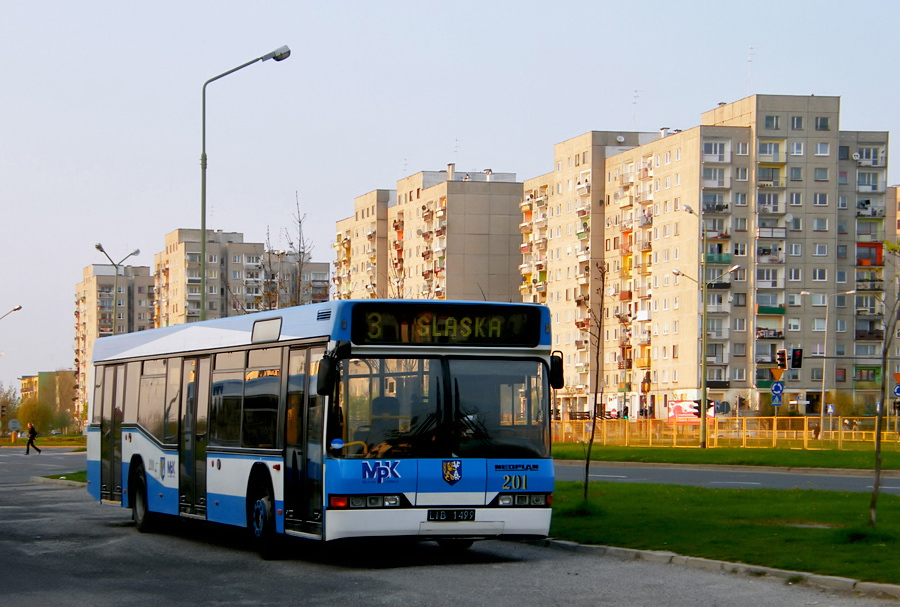
Neoplan N4016 Tower Drive in Legnica